# 向上攀吧小寺同學
《向上攀吧小寺同學》是珈琲所創作的日本漫畫，於《good! Afternoon》2015年2月號至2017年5月號期間連載。改編真人電影於2020年7月3日上映，工藤遙主演。。

## 出版書籍
| 卷數 | 講談社        | 講談社                 |
| 卷數 | 發售日期      | ISBN                   |
| ---- | ------------- | ---------------------- |
| 1    | 2015年7月7日  | ISBN 978-4-06-388070-0 |
| 2    | 2016年2月5日  | ISBN 978-4-06-388119-6 |
| 3    | 2016年10月7日 | ISBN 978-4-06-388190-5 |
| 4    | 2017年5月1日  | ISBN 978-4-06-388256-8 |

## 真人電影
《向上攀吧小寺同學》將改編為真人電影的消息於2019年5月23日發售、同為珈琲創作的《One Dance》（ワンダンス）第1卷的書腰上公布。原定於2020年6月5日上映，因疫情關係延至同年7月3日上映。由工藤遙主演。

## 外部連結
- 漫畫官方網站（日語）
- 電影官方網站（日語）